# Lon Chaney
Lon Chaney (Colorado Springs, Colorado; 1 de abril de 1883-Los Ángeles, California; 26 de agosto de 1930), apodado "El Hombre de las Mil Caras", fue un actor estadounidense durante la era del cine mudo. Considerado uno de los actores más versátiles de los comienzos del cine, es recordado principalmente por sus interpretaciones de personajes torturados, a menudo grotescos y afligidos, y por su habilidad para el maquillaje.

## Biografía
Lon Chaney nació con el nombre de Leónidas Frank Chaney en Colorado Springs, Colorado, hijo de Frank Chaney y Emma Alice Kennedy; su padre era de ascendencia principalmente inglesa con algún aporte francés, y su madre era descendiente de irlandeses. Ambos padres eran sordos, por lo que Chaney aprendió desde niño a comunicarse por pantomima. En 1902 comenzó su carrera en los escenarios, y viajó con actores populares del teatro y el vodevil. En 1905 conoció y se casó con la cantante Cleva Creighton y en 1906 nació su primer y único hijo: Creighton Chaney (alias Lon Chaney Jr.). Los Chaney siguieron de gira hasta asentarse en California en 1910.
Desafortunadamente se produjeron problemas matrimoniales y, en abril de 1913, Cleva se dirigió al Teatro Majestic, ubicado en el centro de Los Ángeles, donde Lon estaba dirigiendo Kolb and Dill. Allí, ella trató de suicidarse ingiriendo bicloruro de mercurio. El intento de suicidio fracasó y arruinó su carrera como cantante; el escándalo y divorcio resultantes obligaron a Chaney a abandonar el ámbito teatral y dedicarse a las películas.
Se ignora el tiempo que pasó allí, pero entre los años 1912 y 1917, Chaney trabajó bajo contrato para Universal Studios, con la que realizó pequeños papeles. En esta época, Chaney se hizo amigo de la pareja de directores Joe De Grasse e Ida May Park, quienes le dieron trabajos más importantes en sus producciones.
Chaney también se hizo amigo de William Dudley Pelley, quien luego formaría la Legión de Plata, una organización nazi estadounidense. Mientras estuvo en Hollywood, Pelley escribió dieciséis guiones, de los cuales Chaney protagonizó dos. Además, Chaney se casó con una antigua colega de la gira Kolb and Dill, una chica llamada Hazel Hastings que cantaba en el coro de la obra. Es poco lo que se sabe de Hazel, excepto que su matrimonio con Chaney fue sólido. Luego de casarse, la pareja obtuvo la custodia del hijo de Chaney, que ya tenía diez años y había residido en varios hogares e internados tras el divorcio de Chaney en 1913.
Para 1917, Chaney era un actor importante dentro del estudio aunque su salario no reflejara su estatus. Cuando Chaney solicitó un aumento, el ejecutivo del estudio William Sistrom contestó: "Jamás valdrás más que cien dólares a la semana".
Tras abandonar el estudio, Chaney luchó como actor independiente durante todo su primer año. No fue sino hasta 1918, al realizar un papel considerable en la película Riddle Gawne de William S. Hart, cuando el talento de Chaney como actor comenzó a reconocerlo en la industria del cine.
En 1919, Chaney realizó una actuación importante como "La Rana" (un hombre que finge ser un lisiado que se cura milagrosamente) en El milagro (The Miracle Man) de George Loane Tucker. La película no sólo exhibió la habilidad actoral de Chaney, sino también su talento como amo del maquillaje. El elogio de la crítica y una recaudación de más de 2 millones de dólares estadounidenses pusieron a Chaney en el mapa como el principal actor de carácter de los Estados Unidos.

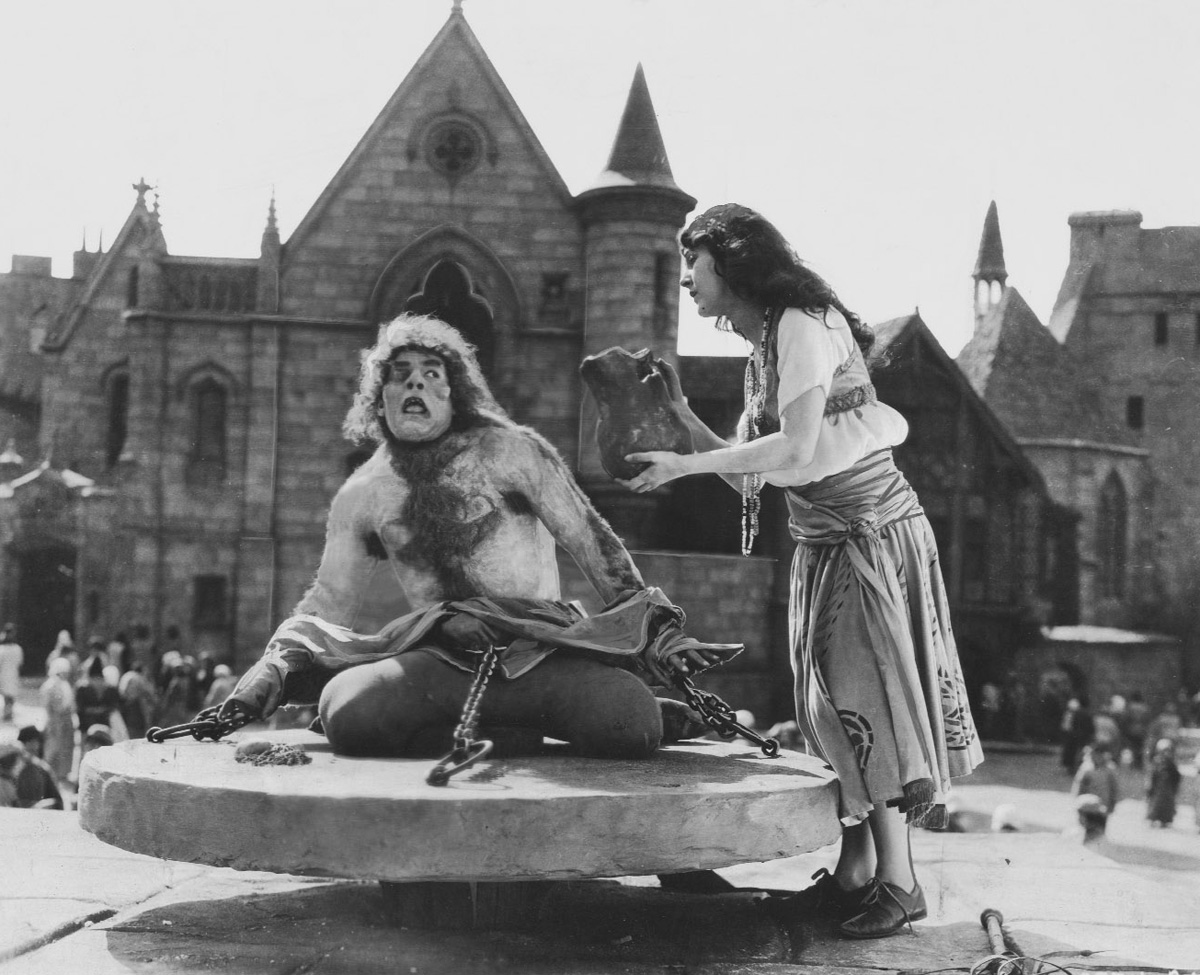
Lon Chaney en Nuestra Señora de París.

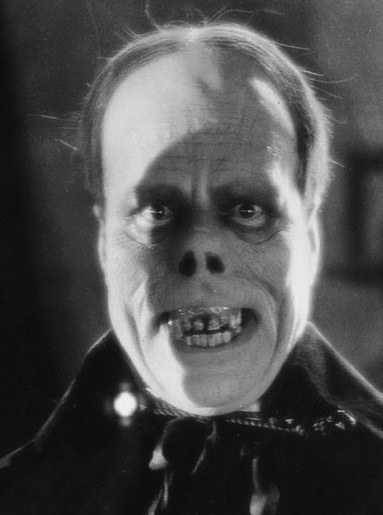
Lon Chaney en El fantasma de la Ópera.

Chaney es recordado como pionero en películas mudas de terror como Nuestra Señora de París) y, en especial, por El fantasma de la Ópera (The Phantom of the Opera). Su habilidad para transformarse mediante técnicas de maquillaje de su propia invención le ganaron el apodo de "El Hombre de las Mil Caras". En un artículo autobiográfico de 1925 publicado en la revista Movie, Chaney se refirió a su especialidad como "caracterización extrema".
También demostró su adaptabilidad con el maquillaje en películas más convencionales, de crimen y aventuras, como por ejemplo The Penalty, donde interpretó a un gánster sin piernas. Apareció en varias películas dirigidas por Tod Browning, donde solía interpretar a personajes disfrazados o mutilados, entre ellos el lanzador de cuchillos Alonzo el Sin Brazos en Garras Humanas (The Unknown), con Joan Crawford. En 1927, Chaney actuó junto a Conrad Nagel, Marceline Day, Henry B. Walthall y Polly Moran en el clásico del terror La casa del horror (London After Midnight), de Tod Browning que quizá sea la película perdida más famosa de la historia. Su última película fue un remake sonoro del clásico mudo El trío fantástico (The Unholy Three) (1930), su única película sonora y la única en que utilizó su voz tan versátil. Chaney firmó una declaración jurada donde establece que cinco de las voces principales en la película (el ventrílocuo, la anciana, el loro, el muñeco y la chica) son en realidad suyas.
Pese a que Chaney creó a dos de los personajes más grotescamente deformados de la historia del cine (Quasimodo, el campanero de Notre Dame, y Erik, el "fantasma" de la Ópera de París), sus representaciones buscaban una reacción de simpatía y tristeza entre la audiencia y no aterrarlos o hacerlos sentir rechazo hacia esos personajes desfigurados que tan sólo eran víctimas del destino.
"Quería recordarle al público que incluso quienes se encuentran más abajo en la escala de humanidad pueden tener en su interior la capacidad de sacrificio", escribió Chaney en la revista Movie. "El pordiosero empequeñecido y deforme que vemos en las calles podría tener los más nobles ideales. La mayor parte de mis papeles desde El jorobado de Notre Dame, como El fantasma de la Ópera, He Who Gets Slapped, El trío fantástico, etc., han tenido incorporados el tema del sacrificio y la abnegación. Son estas historias las que quiero contar."
"Él fue una persona que reflejó nuestras psiques. Entró de algún modo a las sombras que existen dentro de nuestros cuerpos; pudo desenmascarar algunos de nuestros miedos íntimos y llevarlos a la pantalla", explicó el escritor Ray Bradbury en una ocasión. "La historia de Lon Chaney es la historia de amores no correspondidos. Él pone al descubierto esa parte de uno, porque uno teme que no lo amen, uno teme que nunca lo amen, uno teme que una parte suya sea grotesca, que el mundo le dé la espalda."
Los talentos de Chaney se extendieron más allá del género del terror y el maquillaje artístico. También fue un bailarín, cantante y comediante muy hábil. De hecho, muchas personas que no conocían a Chaney se sorprendían por su deliciosa voz de barítono y su aguda capacidad para la comedia.
Chaney y su segunda esposa, Hazel, llevaron una vida privada discreta lejos del círculo social de Hollywood. Chaney promovía mínimamente sus películas y los estudios MGM, alimentando así su imagen de misterio.
Muchos de los colegas de Chaney lo tenían en gran estima, ya que a menudo aconsejaba y ayudaba a los actores novatos que empezaban su carrera. También fue muy respetado por todas las personas con las que trabajó.

## Últimos días y muerte
Durante los últimos cinco años de su carrera (1925-1930), Chaney trabajó conforme a un contrato de exclusividad para MGM, y realizó algunas de sus interpretaciones más memorables. Su papel como duro instructor de la marina en Tell it To the Marines (1926), una de sus películas favoritas, le ganó el cariño del Cuerpo de Marines de los Estados Unidos, quienes lo nombraron el primer miembro honorario de la industria cinematográfica.
Chaney desarrolló una neumonía mientras filmaba Thunder en el invierno de 1929. A finales de ese mismo año se le diagnosticó cáncer de pulmón. Su estado fue empeorando poco a poco y murió de una hemorragia en la garganta siete semanas después del lanzamiento de una nueva versión de El trío fantástico. Su muerte afectó profundamente a su familia, a la industria del cine y a sus admiradores. Fue sepultado en el Forest Lawn Memorial Park Cemetery, en Glendale, California el 28 de agosto de 1930. Como portadores del féretro se turnaron Paul Bern, Hunt Stromberg, Irving Thalberg, Louis B. Mayer, Lionel Barrymore, Wallace Beery, Tod Browning, Lew Cody y Ramón Novarro. El Cuerpo de Marines de los Estados Unidos proporcionó un capellán y una guardia de honor. Mientras se celebraba el funeral, todos los estudios de cine de Hollywood y las oficinas de MGM observaron dos minutos de silencio en su honor. Su lápida ha permanecido sin ninguna inscripción por razones que se desconocen. 
Estaba acordado que Lon Chaney rodara la película The Sea Bat, pero debido a su temprana muerte la rodó Wesley Ruggles.

## Legado
En 1957 se estrenó una película biográfica titulada El Hombre de las Mil Caras (Man of a Thousand Faces), que relataba su vida de manera edulcorada y en la que James Cagney interpretó a Chaney. Un año después, uno de sus más fervientes fanes, Forrest J. Ackerman, editó el primer número de la revista "Famous Monsters of Filmland", en cada número de la revista aparecía un artículo con fotografías que glosaban las múltiples caras de Chaney.

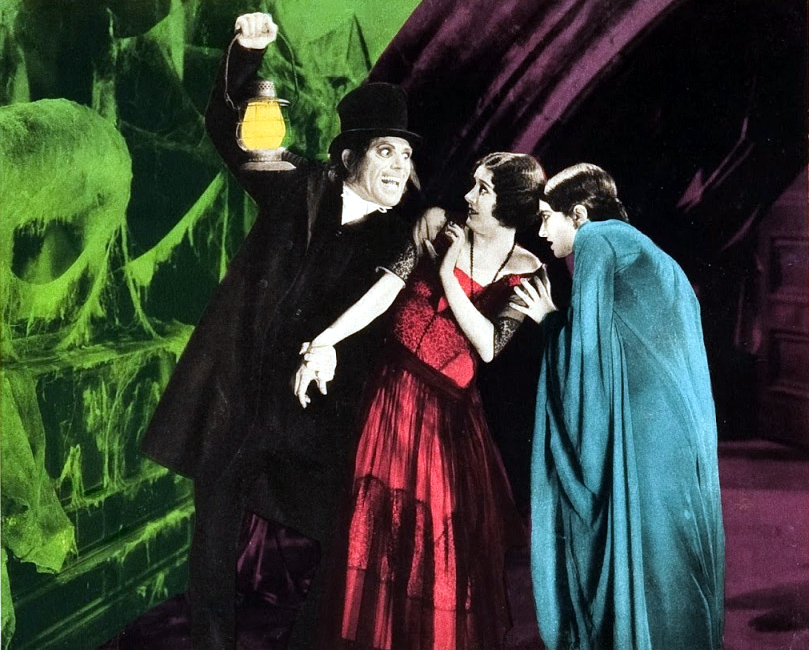
La casa del horror, 1927.

Lon Chaney posee una estrella en el Paseo de la Fama de Hollywood. En 1994, en su memoria, el caricaturista Al Hirschfeld utilizó su imagen para un sello del correo estadounidense.
El teatro del Auditorio Cívico de Colorado Springs fue bautizado con su nombre.
Chaney construyó una impresionante cabaña de piedra como retiro en lo remoto del bosque que se encuentra en la parte oriental de las montañas de Sierra Nevada, cerca de Big Pine, California. La cabaña (diseñada por el arquitecto Paul Williams) es conservada por el Servicio Forestal Nacional Inyo.
El hijo de Chaney, Lon Chaney Jr., también será conocido por su participación en películas de terror, en especial por El hombre lobo (The Wolf Man, 1941). Los Chaney aparecieron en los sellos del correo de los Estados Unidos en sus papeles respectivos más distintivos: el fantasma de la Ópera y el Hombre Lobo; el grupo se completaba con Béla Lugosi en Drácula y Boris Karloff en el papel principal del monstruo de Frankenstein y La momia.
Padre e hijo son mencionados en la canción Hombres Lobo de Londres (Werewolves of London), de Warren Zevon.

## Filmografía
- The Honor of the Family (1912) (no acreditado)
- The Ways of Fate (1913)
- Suspense (1913) (no acreditado)
- Shon the Piper (1913)
- The Blood Red Tape of Charity (1913)
- The Restless Spirit (1913) (no acreditado)
- Poor Jake's Demise (1913)
- The Sea Urchin (1913)
- The Trap (1913)
- Almost an Actress (1913)
- An Elephant on His Hands (1913)
- Back to Life (1913)
- Red Margaret, Moonshiner (1913)
- Bloodhounds of the North (1913)
- The Lie (1914)
- The Honor of the Mounted (1914)
- Remember Mary Magdelen (1914)
- Discord and Harmony (1914)
- The Menace to Carlotta (1914)
- The Embezzler (1914)
- The Lamb, the Woman, the Wolf (1914)
- The End of the Feud (1914)
- The Tragedy of Whispering Creek (1914)
- The Unlawful Trade (1914)
- Heartstrings (1914)
- The Forbidden Room (1914)
- The Old Cobbler (1914)
- The Hopes of Blind Alley (1914)
- A Ranch Romance (1914)
- Her Grave Mistake (1914)
- By the Sun's Rays (1914)
- The Oubliette (1914)
- A Miner's Romance (1914)
- Her Bounty (1914)
- The Higher Law (1914)
- Richelieu (1914)
- The Pipes of Pan (1914)
- Virtue Its Own Reward (1914)
- Her Life Story (1914)
- Lights and Shadows (1914)
- The Lion, the Lamb, and the Man (1914)
- A Night of Thrills (1914)
- Her Escape (1914)
- The Sin of Olga Brandt (1915)
- Star of the Sea (1915)
- The Small Town Girl (1915)
- The Measure of a Man (1915)
- The Threads of Fate (1915)
- When the Gods Played a Badger Game (1915)
- Such is Life (1915)
- Where the Forest Ends (1915)
- Outside the Gates (1915)
- All for Peggy (1915)
- The Desert Breed (1915)
- Maid of the Minst (1915)
- The Grind (1915)
- The Girl of the Night (1915)
- The Stool Pigeon (1915)
- For Cash (1915)
- An Idyll of the Hills (1915)
- The Stronger Mind (1915)
- The Oyster Dredger (1915)
- Steady Company (1915)
- The Violin Maker (1915)
- The Trust (1915)
- Bound on the Wheel (1915)
- Mountain Justice (1915)
- Quits (1915)
- The Chimney's Secret (1915)
- The Pine's Revenge (1915)
- The Fascination of the Fleur de Lis (1915)
- Alas and Alack (1915)
- A Mother's Atonement (1915)
- Lon of Lone Mountain (1915)
- The Millionaire Paupers (1915)
- Under a Shadow (1915)
- Father and the Boys (1915)
- Stronger Than Death (1915)
- Dolly's Scoop (1916)

- The Grip of Jealousy (1916)
- Tangled Hearts (1916)
- The Gilded Spider (1916)
- Bobbie of the Ballet (1916)
- The Grasp of Greed (1916)
- The Mark of Cain (1916)
- If My Country Should Call (1916)
- Felix on the Job (1916)
- The Place Beyond the Winds (1916)
- Accusing Evidence (1916)
- The Price of Silence (1916)
- The Piper's Price (1917)
- Hell Morgan's Girl (1917)
- The Mask of Love (1917)
- The Girl in the Checkered Coat (1917)
- The Flashlight (1917)
- A Doll's House (1917)
- Fires of Rebellion (1917)
- The Rescue (1917)
- Pay Me (1917)
- Triumph (1917)
- The Empty Gun (1917)
- Anything Once (1917)
- The Scarlet Car (1917)
- The Grand Passion (1918)
- Broadway Love (1918)
- The Kaiser, the Beast of Berlin (1918)
- Fast Company (1918)
- A Broadway Scandal (1918)
- Riddle Gawne (1918)
- That Devil Bateese (1918)
- The Talk of the Town (1918)
- Danger, Go Slow (1918)
- The Wicked Darling (1919)
- The False Faces (1919)
- A Man's Country (1919)
- Paid in Advance (1919)
- The Miracle Man (1919)
- When Bearcat Went Dry (1919)
- Victory (1919)
- Daredevil Jack (1920)
- Treasure Island (1920)
- The Gift Supreme (1920)
- Nomads of the North (1920)
- The Penalty (1920)
- Outside the Law (1921)
- For Those We Love (1921)
- Bits of Life (1921)
- The Ace of Hearts (1921)
- The Trap (1922)
- Voices of the City (1922)
- Flesh and Blood (1922)
- The Light in the Dark (1922)
- Oliver Twist (1922)
- Shadows (1922)
- Quincy Adams Sawyer (1922)
- A Blind Bargain (1922)
- All the Brothers Were Valiant (1923)
- While Paris Sleeps (1923)
- The Shock (1923)
- Nuestra Señora de París (1923)
- The Next Corner (1924)
- He Who Gets Slapped (1924)
- The Monster (1925)
- The Unholy Three (1925)
- The Phantom of the Opera (1925)
- The Tower of Lies (1925)
- The Blackbird (1926)
- The Road to Mandalay (1926)
- Tell It to the Marines (1926)
- Mr. Wu (1927)
- The Unknown (1927)
- Mockery (1927)
- London After Midnight (1927)
- The Big City (1928)
- Laugh, Clown, Laugh (1928)
- While the City Sleeps (1928)
- West of Zanzibar (1928)
- Where East Is East (1929)
- Thunder (1929)
- The Unholy Three (1930)